# Chakibej Ajba
Chakibej Każewicz Ajba (ros. Хакибей Кажевич Айба, ur. 31 grudnia 1917 we wsi Abgarchuk w okręgu suchumskim obecnie w rejonie Gudauta w Abchazji, zm. 7 listopada 2016 we wsi Łychny w Abchazji) – przewodniczący kołchozu we wsi Łychny w Abchazji, Bohater Pracy Socjalistycznej (1986).

## Życiorys
Był Abchazem. Po ukończeniu szkoły studiował w Suchumskim Państwowym Instytucie Pedagogicznym (obecnie Abchaski Uniwersytet Państwowy), w 1937 został dyrektorem szkoły w rodzinnej wsi. We wrześniu 1939 został powołany do Armii Czerwonej, ukończył  wojskową szkołę polityczną w Kijowie, w 1942 przyjęto go do WKP(b). Od stycznia 1942 uczestniczył w wojnie z Niemcami, walczył na Froncie Wołchowskim, Leningradzkim i 1 Ukraińskim, później na Froncie Zabajkalskim brał udział w wojnie z Japonią. Służył jako pracownik polityczny w jednostkach artylerii, był ranny i dwukrotnie kontuzjowany, za udział w walkach otrzymał trzy ordery bojowe. W 1947 został zdemobilizowany, wrócił w rodzinne strony. W 1948 po ukończeniu kursów został głównym pełnomocnikiem Ministerstwa Zapasów w rejonie Gudauta, od 1955 był przewodniczącym kołchozu we wsi Aacy, którym kierował następnie przez 12 lat. W tym czasie w tym kołchozie zbudowano m.in. Dom Kultury i drogę asfaltową. W 1967 został przewodniczącym kołchozu we wsi Łychny, którym pozostał do początku lat 90. Pod jego kierunkiem kołchoz stał się jednym z przodujących w Abchazji. Od 1970 do 1984 był deputowanym do Rady Najwyższej ZSRR od 8 do 10 kadencji. Był również deputowanym do Rady Najwyższej Abchaskiej ASRR.

## Odznaczenia
- Medal „Sierp i Młot” Bohatera Pracy Socjalistycznej (7 lipca 1986)
- Order Lenina (dwukrotnie, 22 lutego 1978 i 7 lipca 1986)
- Order Czerwonego Sztandaru (30 kwietnia 1945)
- Order Wojny Ojczyźnianej I klasy (20 września 1945)
- Order Czerwonego Sztandaru Pracy (14 grudnia 1972)
- Order Wojny Ojczyźnianej II klasy (dwukrotnie, 8 października 1944 i 11 marca 1985)
- Order Czerwonej Gwiazdy

Oraz order abchaski i medale ZSRR.